# Linda de Graaff
Linda de Graaff (Ommen, 9 januari 1993) is een Nederlands voetballer die van februari 2011 tot mei 2012 uitkwam voor FC Zwolle in de Eredivisie Vrouwen.

## Carrière
De Graaff begon op 7-jarige leeftijd met voetbal bij ASC '62. Op 15-jarige leeftijd werd ze geselecteerd door FC Twente om in de jeugd te gaan spelen. Ze begon in onder 17 en stroomde door tot aan het beloftenelftal, waar ze in seizoen 2009/10 kampioen mee werd van de Eerste Klasse B. In seizoen 2010/11 speelde ze ook voor dat elftal, maar door het reizen en de combinatie met school in Zwolle besloot ze gaandeweg het seizoen om daar te stoppen. Ze sloot zich aan bij FC Zwolle en maakte niet veel later haar debuut in de Eredivisie Vrouwen.

## Statistieken
| Seizoen | Club                         | Land      | Competitie      | Wedstrijden | Doelpunten |
| ------- | ---------------------------- | --------- | --------------- | ----------- | ---------- |
| 2009/10 | ATC '65 / Beloften FC Twente | Nederland | Eerste Klasse B | –           | –          |
| 2010/11 | ATC '65 / Beloften FC Twente | Nederland | Hoofdklasse     | –           | –          |
| 2010/11 | FC Zwolle                    | Nederland | Eredivisie      | 9           | 0          |
| 2011/12 | FC Zwolle                    | Nederland | Eredivisie      | 5           | 0          |
| Totaal  | Totaal                       | Totaal    | Totaal          | 14          | 0          |